# Percalates colonorum
Percalates colonorum ist ein Süß- und Brackwasserfisch, der in den Küstenflüssen und Lagunen des südöstlichen Australien vorkommt. Das Verbreitungsgebiet reicht vom Richmond River im äußersten Nordosten des australischen Bundesstaates New South Wales bis zur Mündung des Murray River im Südosten von South Australia. Percalates colonorum ist in seiner Heimat ein beliebter Anglerfisch und wird dort Estuary Perch, Brackish Water Perch, Estuarine Perch, Gippsland Perch oder einfach Perch (Barsch) genannt.

## Merkmale
Percalates colonorum hat eine typische, seitlich abgeflachte Barschgestalt und kann eine Maximallänge von 75 cm und ein Maximalgewicht von 10 kg erreichen. Die meisten Exemplare werden jedoch lediglich 40 cm lang und 3 kg schwer. Das Maul ist groß und oberständig. Nach hinten reicht es bis unter das Auge. Der Unterkiefer steht vor. Kiefer und Gaumen sind mit kleinen Zähnen besetzt. Der Rand des Präoperculums ist fein gesägt und trägt unten nach vorn gerichtete Stacheln. Der Kiemendeckel ist mit zwei Stacheln ausgestattet, von denen der untere größer und breiter ist. Die Schuppen sind mittelgroß und in der Regel Kammschuppen. Auch „Wangen“ und Kiemendeckel sind beschuppt. Die Schnauze, bei Fischen der Bereich zwischen dem Vorderrand des Auges und der Maulspitze, ist unbeschuppt. Die Seitenlinie ist vollständig ausgebildet und folgt in ihrem Verlauf der Rückenlinie. Sie reicht bis auf die Schwanzflossenbasis. Die Schwanzflosse ist leicht eingebuchtet. Hart- und weichstrahliger Abschnitt der Rückenflosse sind durch eine Einbuchtung voneinander getrennt. Der vierte Rückenflossenstachel ist der längste. Die Afterflosse steht dem weichstrahligen Abschnitt der Rückenflosse symmetrisch gegenüber. Sie hat drei kurze Stacheln. Die oberen Strahlen der Brustflossen sind länger als die unteren. Die Basis der Bauchflossen liegt direkt hinter der Brustflossenbasis.
- Flossenformel: Dorsale VIII-IX/8-11, Anale III/7-9, Pectorale 12-16, Ventrale I/5
- Schuppenformel: SL 48-55, mLR 26-32
- Wirbel: 25[1]

Auf dem Rücken sind die Fische dunkelgrau bis grünbraun und werden nach unten hin zunehmend heller mit einem silbrigen Schimmer. Die unteren Seiten und der Bauch sind silbrig-weiß bis gelbweiß. Am Kopf zeigt sich bei einigen Exemplaren ein purpurfarbener bis rötlicher Einschlag. Die Flossen sind dunkelbraun bis grau, oft mit einem grünlichen Schimmer und werden mit Ausnahme der Brustflossen zur Spitze hin immer dunkler. Jungfische bis zu einer Länge von 11 cm haben einen dunklen Fleck hinter dem Auge und dunkle Flecken zwischen den Stacheln auf dem Kiemendeckel.
Percalates colonorum kann leicht mit Percalates novemaculeata, seinem einzigen nahen Verwandten verwechselt werden und hybridisiert mit dieser Art im Einzugsbereich des Snowy River und in der Region Gippsland. Percalates colonorum und Percalates novemaculeata können durch das konkave Kopfprofil, die hellere, mehr silbrige Färbung und die weißen vorderen Rückenflossenstacheln von P. colonorum voneinander unterschieden werden.

## Lebensweise
Percalates colonorum kommt in stehenden und fließenden Süßgewässern und in leicht brackigen Flussmündungen und Lagunen vor. In Flüssen bevorzugt die Art die Unterläufe, wo die Gezeiten noch zu spüren sind. In tieferem Wasser hält sich Percalates colonorum nahe dem Gewässerboden auf. Sie ernährt sich von kleinen Fischen, Weichtieren, Würmern, Garnelen und anderen Krustentieren. Zur Zeit des Südwinters (Juli, August) oder im Frühling (Oktober, November), ziehen die Fische in die Mündungsbereiche der Flüsse und laichen über Felsen oder an der Basis von Wasserpflanzen bei Wassertemperaturen von 14 bis 19° C. Die zahlreichen, runden Eier haben einen Durchmesser von 2,3 bis 2,4 mm und haften an Steinen oder anderen Gegenständen nicht. Die Jungfische schlüpfen nach zwei bis drei Tagen. Männchen werden mit einer Länge von etwa 22 cm geschlechtsreif, Weibchen sind dann etwa 28 cm lang.

## Systematik
Die Fischart wurde im Jahr 1863 durch den deutschen Ichthyologen Albert Günther unter der Bezeichnung Lates colonorum erstmals wissenschaftlich beschrieben, damals also den Riesenbarschen (Latidae) zugeordnet. Später wurde sie in die Gattung Macquaria überführt, die zu den Dorschbarschen (Percichthyidae) gehört. In einer im Jahr 2013 erstmals veröffentlichten phylogenetischen Studie über die Verwandtschaft der Knochenfische kam man jedoch zu dem Ergebnis das Percalates colonorum und Percalates novemaculeata nicht zur Gattung Macquaria und zu den Dorschbarschen gehören, sondern eine eigene Klade innerhalb der Ordnung Centrarchiformes bilden. Deshalb wurde vorgeschlagen beide Arten in die Gattung Percalates zu überführen, die im Jahr 1887 durch die australischen Zoologen James Douglas Ogilby und Edward Pierson Ramsay mit Lates colonorum als Typusart eingeführt wurde, und für Percalates eine monotypische Familie Percalatidae aufzustellen. Beide Vorschläge wurden inzwischen in Eschmeyer’s Catalog of Fishes, einer monatlich aktualisierten Datenbank zur Fischsystematik, so übernommen.

## Belege
1. 1 2 3 4 5 6 7  Bray, D.J. & Thompson, V.J., 2017, Macquaria colonorum in Fishes of Australia, abgerufen am 23. März 2019.
2. 1 2 3 4  Macquaria colonorum auf Fishbase.org (englisch)
3. 1 2  Percalates colonorum im Catalog of Fishes (englisch)
4. ↑  Ricardo Betancur-R, Edward O. Wiley, Gloria Arratia, Arturo Acero, Nicolas Bailly, Masaki Miya, Guillaume Lecointre und Guillermo Ortí: Phylogenetic classification of bony fishes (Memento des Originals vom 8. November 2020 im Internet Archive)  Info: Der Archivlink wurde automatisch eingesetzt und noch nicht geprüft. Bitte prüfe Original- und Archivlink gemäß Anleitung und entferne dann diesen Hinweis.. BMC Evolutionary Biology, BMC series – Juli 2017, DOI: 10.1186/s12862-017-0958-3